# Niklas Didrik von Essen
Niklas Didrik von Essen (af Zellie), född 7 oktober 1724 på Barkestorp i Dörby socken, död 17 oktober 1801 i Stockholm, var en svensk militär.
Niklas Didrik von Essen var son till Georg Didrik von Essen och Beata Braunerhielm. Han blev lärkonstapel vid artilleriet i Kalmar 1735, sergeant 1743, sekundlöjtnant vid regementet Royal suédois i Frankrike 1745, stabskapten vid regementet Royal Pologne 1747. Samma år blev von Essen styckjunkare vid artilleriet i Kalmar, underlöjtnant där 1754, löjtnant 1760 och stabskapten vid artilleriet i Malmö 1770. Han blev 1773 kapten vid artilleriet i Stockholm, sekundmajor 1777, överstelöjtnant 1783 samt överste och brigadchef i Finland samma år och kommendant på Sveaborg 1784. Åren 1790–1796 var von Essen överste och chef för Åbo läns infanteriregemente. Han blev befordrad till generalmajor 1790 och till generallöjtnant 1795. von Essen blev riddare av Svärdsorden 1772 och kommendör av samma orden 1794 samt kommendör med stort kors 1801.